# 伊藤喜久井
伊藤 喜久井（いとう きくい、1911年（明治44年）11月15日 - 2002年（平成14年）6月8日）は、日本画家。山形県鶴岡市七日町出身。

## 略歴
- 1911年（明治44年） - 山形県鶴岡町七日町（現・鶴岡市本町）に生れる。
- 1928年（昭和3年） - 山形県立鶴岡高等女学校（現・山形県立鶴岡北高等学校）卒業。
- 1932年（昭和7年） - 女子美術専門学校（現・女子美術大学）日本画師範科卒業。
- 2002年（平成14年） - 白甕社の委員長に就任。
  - 6月8日 - 死去する。享年90

## 寄託資料
- 『伊藤家史料目録』 寄託資料目録第５１号 鶴岡市立図書館郷土資料室

## 受賞歴
- 1997年（平成9年） - 鶴岡市文化功労者表彰受賞。
- 1998年（平成10年） - 第44 回齋藤茂吉文化賞受賞。